# Regne de Sabà

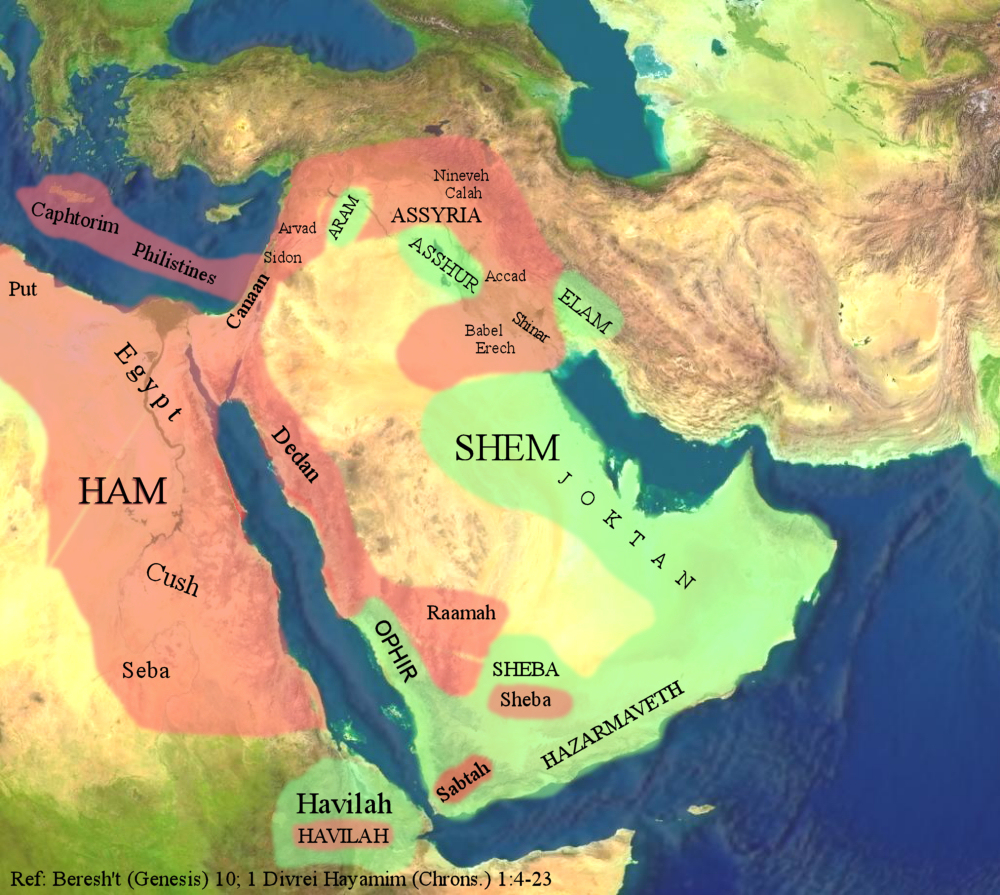
L'Orient Mitjà vist pels ulls dels antics israelites a partir de diverses hipòtesis documentals

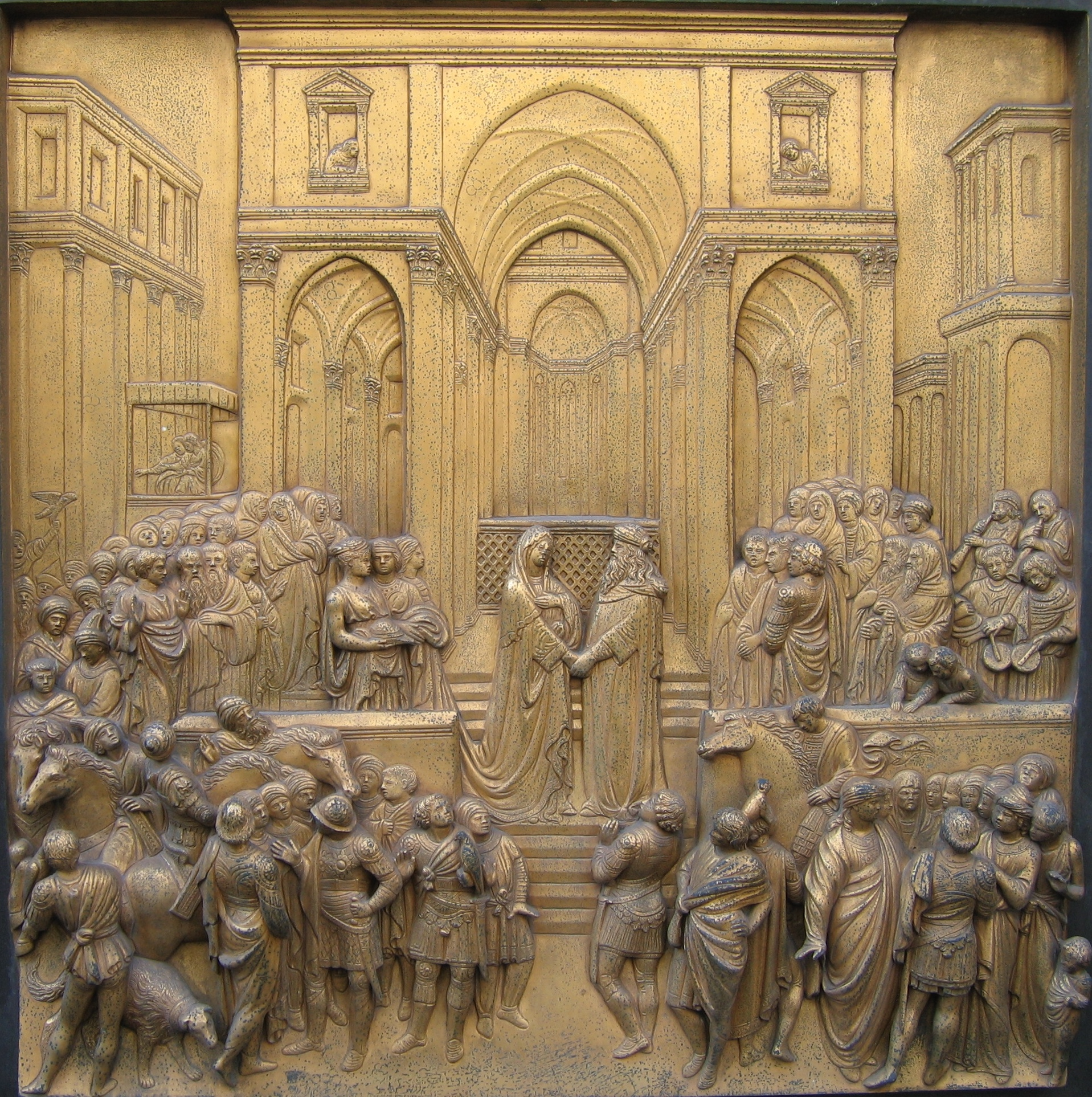
Trobada de la reina de Sabà amb el rei Salomó, representada al baptisteri de Sant Geovanni de Florència

El Regne de Sabà (àrab: سبأ, Sabaʾ; hebreu: שְׁבָא, Šəḇāʾ‎; gueez: ሳባ, Saba) és un regne mencionat a l'Antic Testament i a l'Alcorà com un regne molt ric, conegut per la seva reina Makeda, la cèlebre reina de Sabà, que hauria visitat el rei Salomó. La localització exacta d'aquest regne és desconeguda, però es pensa que podia haver estat al Corn d'Àfrica i part de la península Aràbiga. També és possible que s'hagi confós amb el Regne d'Axum que, de fet, tenia la capital en l'actual Etiòpia, i fou molt pròsper i conegut tant en l'antiguitat com en temps posteriors. La tradició àrab diu que Marib fou fundada per Sem, el fill gran de Noè.

## Història
El temple més antic de la península Aràbiga, anomenat Mahram Bilqus, o palau de la reina de Sabà, es trobava a Ma'rib, al sud de l'actual Iemen. En aquesta zona, es van fer les obres de rec més important, i en destaca el gran embassament de Marib, que hauria existit entre finals del segle viii aC i el VI dC i permetia regar 100 km². Al final del segle viii aC, el regne ja tenia com a ambició controlar l'Aràbia del Sud, com resulta de la inscripció trobada a Sirwah del rei Yathi-amar Watar fill de Yakrubmalik, que està datada vers 715 aC. Yathi-amar Watar va donar suport militar a alguns estats i va fer expedicions contra d'altres: va ajudar Nashan contra Kaminahu i va fer aliança amb Qarnaw o Qarna, després capital de Ma'in. Cap al sud de Marib, on hi havia diverses ciutats estat o tribus independents que es disputaven Qataban i Awsan, va sostenir aquest darrer regne contra el primer i va fer expedicions contra els petits regnes de Tamna, Radman, Dahas, i d'altres de situació encara desconeguda, on van deposar els reis per nomenar d'altres de favorables. Sota el rei Karib-il Watar, successor de Yathi-amar, que devia regnar vers el 700 aC, l'objectiu estava aconseguit, i a partir de llavors els seus antics aliats Nashan i Awsan van esdevenir els seus rivals i enemics, i cal suposar que hi va haver enfrontaments militars, ja que l'arqueologia ens diu que Nashan fou saquejada i en fou destruït el palau; el rei Sumhuyafa Yasirân hauria estat mantingut en el poder com a vassall; les ciutats dependents de Nashan, com Nashq i Manhayat, van passar a control de Sabà i algunes foren cedides a Kaminahu i Haram, que devien ser aliats segurs. Ma'in i Barakish apareixen també sota control sabeu. Aquestos van arribar en els seus atacs fins més al nord, a les regions de Muhamir, Nadjran i Amir.
El rei d'Awsan va agafar el títol de mukarrib i va estendre la seva autoritat cap al uadi Bayhan, a l'oest, i cap al uadi Hadramaut a l'est, cosa que va provocar la intervenció de Sabà, que va derrotar els ausanites. El seu territori fou concedit en gran part a Qataban, que s'havia aliat a Sabà igual que l'Hadramaut. Encara els reis que van governar després de Karib-il Watar van seguir aquesta política expansiva al llarg del segle vii aC, ara contra Ma'in i Barakish, i també a la regió de Nadjran i al sud contra Qataban. A l'altre costat de la mar Roja, van establir una colònia probablement al llarg d'aquest segle.
Els sabeus van perdre la seva influència progressivament. Fins al segle v aC, exercien el domini sobre Aràbia del Sud, però a partir d'aquest segle el perden en favor del Regne de Ma'in. Una certa influència reapareix a la segona meitat del segle iv aC, però després Marib hauria estat destruïda al segle iii aC. Hom considera que aquesta ciutat, reconstruïda entre els segles II aC i I aC, era la capital de l'antic regne si la identitat de l'estat dels sabeus i el Regne de Sabà és correcta. Situada en un emplaçament estratègic, Sabà va florir gràcies al comerç de mercaderies procedents d'Àsia i Àfrica, com ara el cafè de la regió etíop de Kefa. Les inscripcions de Marib permeten conèixer el nom dels reis de Sabà, però la repetició de noms que han de ser de temps diferents i l'absència de dades en alguns moments només en permet una relació fragmentaria i, fins a trobar millors fonts, cal desistir d'una ordenació cronològica.
Segons sembla, Sabà era una societat matriarcal, en què el poder polític passava per successió dinàstica per via femenina. Probablement, la població del regne era una barreja de pobles africans (com ara els jangers d'Etiòpia) i àrabs (com els iemenites). De fet, segons diversos estudis de filologia, les llengües semítiques de l'Orient Mitjà es van originar a partir d'antics parlars d'Etiòpia. Alhora, existeixen nombrosos exemples de societats i grups ètnics a l'Àfrica oriental amb una gran tradició matriarcal.
Sota els sabeus, el comerç i l'agricultura van florir i van portar riquesa i prosperitat, i per això fou coneguda pels clàssics com Arabia Felix. August hi va enviar una expedició militar manada per Eli Gal, vers el 26 aC, que va assetjar Marib i en va destruir una part, però es va haver de retirar per manca d'aigua i queviures. Un segle després d'això, el regne va caure probablement sota sobirania d'Himyar (tot i existir un rei de Sabà, el rei d'Himyar o Dhu-Raydan es titulava "rei de Sabà i Dhu-Raydan", i va aparèixer un regne sabeu a Gurat annexionat pels himiarites a la meitat del segle iii. La situació de vassallatge de Sabà va durar fins a l'annexió final en una data desconeguda entre el 250 i poc després del 300. Els cultius més importants del regne eren les espècies i les plantes aromàtiques, incloent-hi encens i mirra, que s'exportaven a la Mediterrània, a l'Índia i a Abissínia en camells o vaixells, i que tenien un preu alt en els mercats. El trencament de l'embassament vers el 570, quan ja feia temps que no s'hi feia manteniment, bé perquè no es podia o perquè la societat ja s'estava desestructurant, va posar final a la civilització i l'emigració de milers de persones cap al nord.

## Cronologia
No tots els historiadors estan d'acord en la cronologia a adoptar, però darrerament sembla imposar-se l'anomenada "llarga", que situa l'inici de les ciutats estat del Djawf Ibn Nasir al segle viii. A Yala (al-Durayb), al sud-oest de Marib, s'han trobat uns texts del segle viii aC segons datació per radiocarboni, que esmenten sobirans sabeus mencionats tanmateix per les fonts assíries; altres descobriments a al-Sawda i a Raybun (uadi Hadramaut) reforcen aquesta identificació/datació i fan pensar que l'escriptura sud-aràbiga s'hauria fixat de manera definitiva a l'entorn del segle viii aC, tot i que hi ha inscripcions dels segles ix i x aC (i alguns indicis del segle xi aC, però grafits o lletres soltes sense cap inscripció significativa). Entre el segle xiii aC, quan es va inventar a Fenícia, i el segle xi aC, l'alfabet va fer el seu camí coincidint en la transició entre l'edat del bronze i l'edat del ferro, i entre el segle xi i el segle ix aC l'escriptura sud-aràbiga fou elaborada en la seva forma final.

## Llista de reis que apareixen a les inscripcions (ordre desconegut)
- Mukarribs (Grans Sacerdots, literalment "federadors") vers 1000-750 aC
- Kariba-il I (* Kariba-il Bayin I? o * Kariba-il Watar I?)
- Yada’il Yanif ben Kariba-il (Yada’il I)
- Karib-il Bayin II
- Kariba-il II Watar II
- Kariba-il Watar III
- Kariba-il Watar IV
- Kariba-il Watar V
- Yada-il Yanuf
- Samahu Ali (Samahu 'Ali Darih I ben Yada’il Yanuf ?)
- Samahu Ali Darih II
- Samahu Ali Yanuf I (Samahu Ali I)
- Samahu Ali Yanuf II (Samahu Ali II)
- Samahu Ali Yanuf III
- Samahu Ali Yanuf IV
- Samahu Ali Yanuf V
- Yada-il Darih (Yada-il Darih I, Darih)
- Yada-il Bayin I
- Yada-il Bayin II (Yada-il II)
- Yada-il Bayin III (Yada I)
- Yada-il Bayin IV (Yada II)
- Yada-il Watar I
- Yathi-amar Watar I (Yathi-amar I)
- Yathi-amar Watar II (Yathi-amar II)
- Yathi-amar Bayin I
- Yathi-amar Bayin II
- Yathi-amar Bayin III (Yathi-amar III)
- Yathi-amar Bayin IV (Yathi)
- Dhamar Ali Watar (Dhamar Ali I)
- Dhamar Ali Yanuf (Dhamar I)
- Yakrib (Yaqrub Malik Darih)
- Yaqrub Malik Watar I
- Yaqrub Malik Watar II
- Samah
- Il-Sharah I
- Il-Sharah II
- Wahb-il (Wahb-il Yahuz)
- Il-Karib Yuhanim
- Anmar Yuhan'im
- Nasha-Karib Yuhamin
- Nasir Yuhan'im
- Yarim Ayman I vers 80-60 aC
- Alhan Nahfan vers 60 aC
- Farum Yanhab
- Yarim Ayman II vers 35-25
- Shairum Awtar vers 25 aC
- Yazil Bayin vers 25 aC
- Ilasharah Yahdub vers 25 aC
- Dhamar Ali Bayin I vers 15 aC
- Yadail Darih II vers 10 aC-10 dC
- Yathi-amar Watar III vers 10-20
- Yada-il Watar II vers 20-30
- Dhamar Ali Bayin II vers 30-60
- Karib-il Watar Yuhanim vers 60-75
- Dhamar Ali Darih (Dhamar II ?) vers 75-85
- Ilasharah Yahdub vers 85-100
- Domini Himiarita vers 100-300, annexió vers el 300.
  - Kurb ail Watur ibn Thamar ibn Ali ?
  - Yas'a ?
  - Bahab-l Yahuz vers 100-130
  - Anmar Yuhamin vers 130-140
  - Kariba-il Watar Yuhamin vers 140-170
  - Rabb Shams Nimran vers 170-190
  - Sahr Autar vers 190-200
  - Lahayatat Yarham vers 200-?